# Sherlock Holmes (Filmreihe, 1939)
Sherlock Holmes ist der Titel einer Reihe von 14 Spielfilmen um den von Arthur Conan Doyle geschaffenen gleichnamigen Meisterdetektiv, die 1939 bei 20th Century Fox sowie zwischen 1942 und 1946 in den Universal Studios entstanden. In den Hauptrollen spielten Basil Rathbone als Sherlock Holmes sowie Nigel Bruce als Dr. Watson.

## Hintergrund

### Vorläufer
Seit seinem ersten Filmauftritt im 45-sekündigen Sherlock Holmes Baffled (Biograph, 1900) war Sherlock Holmes Dauergast auf der Leinwand. In Europa gab es bald die ersten Versuche von Filmserien mit der Figur: Die dänische Nordisk Film produzierte zwischen 1908 und 1911 dreizehn, die französische Éclair 1912 acht Filme und die deutsche Kowo zwischen 1917 und 1919 vierzehn Kurzfilme.
Als erster bedeutender Holmes-Darsteller des Kinos gilt heute Eille Norwood, der die Figur in den Jahren 1921 bis 1923 für die britischen Stoll Pictures in nicht weniger als 45 Kurz- sowie zwei Langfilmen (The Hound of the Baskervilles, The Sign of Four) verkörperte und von Conan Doyle persönlich sehr geschätzt wurde. Der wichtigste Holmes des frühen Tonfilms war Arthur Wontner, der den Meisterdetektiv in fünf britischen Langfilmen verschiedener Studios mimte und den berühmten Holmes-Illustrationen Sidney Pagets wie aus dem Gesicht geschnitten war.

### 20th Century Fox (1939)
Während die oben erwähnten Serien und Darsteller heute vor allem bei Filmhistorikern und Holmes-Fanatikern auf Interesse stoßen, ist die 14-teilige US-amerikanische Holmes-Filmreihe der Jahre 1939 bis 1946 die älteste, die auch heute noch einem breiteren Publikum bekannt ist. Gleichzeitig ist sie die früheste, deren Filme komplett erhalten geblieben sind.
Ihren Anfang nahm die Reihe 1939 bei 20th Century Fox mit einer Filmadaption des berühmtesten von Doyles vier Holmes-Romanen, The Hound of the Baskervilles. Basil Rathbone war in der Rolle des Sherlock Holmes zu sehen, Nigel Bruce als dessen treuer Begleiter Dr. Watson. Der Erfolg des Films und nicht zuletzt dieses Darsteller-Duos führte noch im selben Jahr zu einer Fortsetzung in Form von The Adventures of Sherlock Holmes. Namentlich auf die erste Holmes’sche Kurzgeschichtensammlung von 1892 verweisend, basierte das Drehbuch stattdessen auf dem 1899 uraufgeführten Theaterstück Sherlock Holmes von William Gillette. Beide Fox-Filme spielen getreu der literarischen Vorlage im viktorianischen England.
Komplikationen bei Verhandlungen mit Doyles Nachlassverwaltern verhinderten weitere Filme des Studios. Ende 1939 nahmen Rathbone und Bruce ihre Rollen jedoch für das Radioprogramm The New Adventures of Sherlock Holmes wieder auf, dem sie bis 1946 bzw. 1947 (Bruce) treu blieben.

### Universal (1942–46)
1942 gingen die Filmrechte an Universal Pictures über, die die beiden Hauptdarsteller von Fox übernahmen. In einem Dutzend B-Filmen ließ das Studio das Detektivgespann nun in der damaligen Gegenwart ermitteln, einerseits um die Zeitlosigkeit des Meisterdetektivs zu demonstrieren, andererseits, um Kosten zu sparen. Vor allem die ersten drei Universal-Werke sind alles andere als zeitlos, sondern zeigen als Propagandafilme Holmes und Watson im Kampf gegen Nazi-Agenten.
Beginnend mit dem zweiten Universal-Film Sherlock Holmes and the Secret Weapon führte bis zum Ende der Serie der Horrorfilm-Spezialist Roy William Neill die Regie. Ab dem folgenden Film Sherlock Holmes in Washington zudem als Produzent fungierend, trug er durch seine atmosphärisch-expressionistischen Inszenierungen stark zum Erfolg der Serie mit bei. Selbiges gilt für den Komponisten Frank Skinner, der die gleichermaßen bombastische wie eingängige Titelmusik schrieb. Drehbuchtechnisch bestanden die Universal-Filme aus originalen Skripten bzw. basierten nur sehr lose auf Doyle-Vorlagen wie The Musgrave Ritual (Sherlock Holmes Faces Death), The Five Orange Pips (The House of Fear) oder The Six Napoleons (The Pearl of Death).
1946 kam es zum Ende der Serie, da Rathbone nicht mehr auf die Holmes-Rolle festgelegt werden wollte und Regisseur Neill wenig später einem Herzinfarkt erlag. Vier der Universal-Filme, The Secret Weapon, The Woman in Green, Terror by Night und Dressed to Kill, sind heute gemeinfrei.

## Darsteller
Der vormalige Filmschurke Basil Rathbone in der Titelrolle darf als inspirierte Besetzung bezeichnet werden und gilt vielen bis heute als der perfekte Film-Holmes. Die Wahl von Nigel Bruce ist umstrittener, nicht zuletzt, weil sein Film-Watson eher wenig mit dem der Bücher zu tun hat. Mit seiner tapsig-begriffsstutzigen, fast mütterlichen Art folgte der Schauspieler jedoch nur den Drehbüchern, in denen seine Rolle von vornherein als comic relief zum sinistren Holmes konzipiert war. Tatsächlich trug gerade der große Kontrast zwischen den beiden Protagonisten viel zum Charme und Erfolg der Serie bei.
Neben den beiden Hauptakteuren hatten noch zwei weitere Schauspieler wiederkehrende Rollen in den Filmen: Mary Gordon als Holmes’ Haushälterin Mrs. Hudson wurde von Universal aus den Fox-Filmen übernommen, während Dennis Hoey als unterbelichteter, aber umso wichtigtuerischer Inspector Lestrade neu eingeführt wurde. Beide Charaktere entstammen Doyles Holmes-Universum, ebenso der Erzfeind des Meisterdetektivs, Professor Moriarty, der in drei Filmen zugegen war und nacheinander von George Zucco, Lionel Atwill und Henry Daniell verkörpert wurde.
Weitere erwähnenswerte Darsteller waren in den beiden Fox-Filmen John Carradine und Ida Lupino sowie in der Universal-Reihe Evelyn Ankers, Reginald Denny, Gale Sondergaard, Paul Cavanagh, Miles Mander, Rondo Hatton, Hillary Brooke, Alan Mowbray und – in kleinen Rollen – Billy Bevan. Zu den Stammschauspielern der Reihe mit mindestens fünf Auftritten gehörten der einprägsame Gerald Hamer sowie Harry Cording, Holmes Herbert und Frederick Worlock. Generell wies die Darstellerriege der Filmserie einen auffällig hohen Anteil gebürtiger Briten auf.

## Deutschsprachige Fassungen
In die deutschen Kinos kamen die Sherlock-Holmes-Filme mit Rathbone und Bruce erstmals in den Jahren 1958/59. Synchronstimme von Sherlock Holmes war Christian Marschall. Aus jeweils zwei gekürzten und zusammengefügten Originalfilmen entstanden die Titel:
- Sherlock Holmes sieht dem Tod ins Gesicht (= Scarlet Claw + Spider Woman)
- Sherlock Holmes jagt den Teufel von Soho (= Faces Death + Pearl Of Death)
- Sherlock Holmes in geheimer Mission (= In Washington + Secret Weapon)
- Sherlock Holmes gefährlichster Auftrag (= Woman In Green + Terror By Night)

Die erste Synchronfassung für das Fernsehen entstand in der DDR und wurde erstmals 1969 vom DFF ausgestrahlt. Dabei handelte es sich um die letzten zehn Universal-Filme. Rathbone wurde ab hier stets von Walter Niklaus gesprochen, Bruce damals noch von Alfred Bohl. Diese Version lief Anfang der 1980er Jahre auch in der Bundesrepublik, wo die Serie erst jetzt ihren Fernseh-Einstand feierte.
1980/81 kam für eine Neu-Synchro von sieben der besagten zehn Filme für DDR 2 erstmals Hinrich Köhn als Watson-Stimme zum Einsatz. Für Jagd auf Spieldosen entstand erst 1987 eine Version mit Köhn, während Verhängnisvolle Reise und Gefährliche Mission in der 1969er Version verbleiben. Im Westen blieb durch zahllose Wiederholungen der ursprünglichen Fernsehversion Bohl die populärere Watson-Stimme.
Der Hund von Baskerville lief 1984 als TV-Premiere auf DDR 2 und wurde in einer neuen Synchro zusammen mit den bisher für das Fernsehen unbeachtet gebliebenen Die Stimme des Terrors und Die Geheimwaffe erstmals 1992 im ZDF gezeigt (alle Filme mit Niklaus/Köhn). Die Abenteuer des Sherlock Holmes (ebenfalls mit Köhn als Watson) wurde erstmals am 10. Februar 1996 im deutschsprachigen Schweizer Fernsehen gezeigt. Seit 2006 sind alle vierzehn Filme bei Koch Media Home Entertainment auf DVD erschienen.

## Filmographie
| Jahr | Originaltitel                           | Deutscher TV-Titel                                | Regie             | Basierend auf… / Elemente von… | Anmerkungen |
| ---- | --------------------------------------- | ------------------------------------------------- | ----------------- | --- | --- |
| 1939 | The Hound of the Baskervilles           | Der Hund von Baskerville                          | Sidney Lanfield   | The Hound of the Baskervilles | „A-Film“ von Fox mit einer Laufzeit von etwa 80 Minuten. |
| 1939 | The Adventures of Sherlock Holmes       | Die Abenteuer des Sherlock Holmes                 | Alfred L. Werker  | Theaterstück Sherlock Holmes von William Gillette                                                                                                   | Siehe oben, mit George Zucco als Moriarty. |
| 1942 | Sherlock Holmes and the Voice of Terror | Die Stimme des Terrors                            | John Rawlins      | His Last Bow | Erster der B-Filme von Universal mit Laufzeiten von jeweils etwa 60 bis 75 Minuten. Die Doyle-Charaktere machen einen Zeitsprung von fünfzig Jahren. Erstmals mit der bekannten Titelmelodie.  |
| 1943 | Sherlock Holmes and the Secret Weapon   | Die Geheimwaffe                                   | Roy William Neill | The Dancing Men, The Empty House | Serien-Debüt von Neill als Regisseur und Dennis Hoey als Lestrade. Mit Lionel Atwill als Moriarty.                                                                                             |
| 1943 | Sherlock Holmes in Washington           | Verhängnisvolle Reise                             | Roy William Neill | The Bruce-Partington Plans | Ursprünglich sollte Oskar Homolka als Mycroft Holmes auftreten, wurde jedoch durch Holmes Herbert ersetzt, der zudem statt Holmes’ Bruder einen Professor Ahrens vom Innenministerium spielte. |
| 1943 | Sherlock Holmes Faces Death             | Gespenster im Schloß / Das tödliche Ritual        | Roy William Neill | The Musgrave Ritual | Rückkehr zu den Wurzeln nach drei Filmen, in denen der Zweite Weltkrieg, Nazi-Spione und Propaganda im Mittelpunkt gestanden hatten.                                                           |
| 1944 | The Spider Woman                        | Das Spinnennest / Die Spinnenfrau                 | Roy William Neill | The Dying Detective, The Final Problem, The Empty House, The Sign of Four, The Speckled Band, The Devil's Foot, The Copper Beeches, The Yellow Face | Mit Gale Sondergaard in der Titelrolle. |
| 1944 | The Scarlet Claw                        | Die Kralle / Die scharlachrote Kralle             | Roy William Neill | The Hound of the Baskervilles | Regisseur Neill war hier auch am Drehbuch beteiligt. |
| 1944 | The Pearl of Death                      | Die Perle der Borgia / Die Perle des Todes        | Roy William Neill | The Six Napoleons | Mit Rondo Hatton als Creeper bzw. Der Furchtbare. |
| 1945 | The House of Fear                       | Das Haus des Schreckens                           | Roy William Neill | The Five Orange Pips | |
| 1945 | The Woman in Green                      | Die Frau in Grün / Die weiße Blume des Vergessens | Roy William Neill | The Final Problem, The Empty House | Mit Henry Daniell als Moriarty. |
| 1945 | Pursuit to Algiers                      | Gefährliche Mission                               | Roy William Neill | The Red Circle | |
| 1946 | Terror by Night                         | Juwelenraub / Sarg mit doppeltem Boden            | Roy William Neill | The Empty House, The Disappearance of Lady Frances Carfax, The Sign of Four                                                                         | Alternativtitel: The Stolen Jewels |
| 1946 | Dressed to Kill                         | Jagd auf Spieldosen / Todbringende Spieldosen     | Roy William Neill | | Alternativtitel: Prelude to Murder |